# 秋野暢子
秋野 暢子（あきの ようこ、1957年〈昭和32年〉1月18日 - ）は、日本の女優、タレントである。本名は同じ。
大阪府出身、中高一貫校である四天王寺中学校進学・同高等学校卒業。三船プロダクション、田中プロモーション、アクターズプロモーション、ジェイ・ツー、カフナロックなどを経て、しまだプロダクション 所属。2025年4月、しまだプロダクションを退所。

## 経歴
大阪・ミナミの呉服屋の長女として誕生。兄がいる。小学校の学芸会をきっかけに演劇の道に進み、中学・高校と演劇部に在籍した。
1974年にNHK銀河テレビ小説『おおさか・三月・三年』にウェイトレス役で出演しデビュー。この出演により、翌1975年のNHK連続テレビ小説『おはようさん』のヒロイン・殿村鮎子役に18歳で抜擢され、本格的に女優活動を開始して世間に広く知られるようになる。1976年のTBS『赤い運命』では、山口百恵扮するヒロイン・島崎直子役をいじめる、吉野いづみ役を演じて役の幅を広げた。
1986年には映画『片翼だけの天使』で第60回キネマ旬報ベスト・テン主演女優賞を受賞。その後は、演技派女優、及びタレントとして多くのテレビ番組などに出演し、ワイドショーのコメンテーターとしても活躍。また、1980年代には歌手活動をしており、歌手としてバラエティ番組、『オレたちひょうきん族』（フジテレビ）にはしばしばゲスト出演していた。さらにダイエットへの造詣も深めて講演や解説ビデオの出版等、多方面で活躍を見せている。
現在は大阪を中心に活躍しており、関西ローカルで2005年11月開始の讀賣テレビ放送の情報ワイド番組『激テレ★金曜日』（金曜夕方。週代わりMC）→2006年7月から帯番組化され『情報ライブ ミヤネ屋』の木曜日コメンテーターを担当（2008年9月までレギュラー）。関西ローカル番組では大阪弁で話すことが多い。
私生活では、1983年にTBSテレビのプロデューサーだった田代冬彦と結婚。1993年12月に1女をもうけたが、結婚19年目となる2001年に離婚。
2011年頃から全国の被災地に出向いて災害支援活動も行っている。2018年、“人生100年時代”に備えるための「一般社団法人0から100」を設立して代表理事を務め、体操などを通じて健康増進を勧める活動を行っている。
2022年7月4日、食道がんの治療に専念するため芸能活動を休止することを所属事務所を通じて発表した。

## 人物

### 子供時代
生家は呉服屋で元々は裕福な暮らしだったが、5歳の頃に父が知人の保証人になって借金を背負ったことで店も家も失った。この影響もあり、小学生5年生頃までは内気で引っ込み思案で人前に出るのが苦手だった。小学5年生の頃に担任教師から、学芸会でちょっと面白い役を充てがわれたことで性格が前向きになり、芝居に興味を持った。6年生の頃、同じく担任となったその教師が両親に「自己表現は下手だけれども、演劇が盛んな中学校に入れたらどうですか？」と助言したことで、四天王寺中学校への進学を決めた。
中学から演劇部に所属すると、その後演劇の大会で地区予選から勝ち上がって全国大会に出場。15歳頃、大会審査員だったテレビ局関係者や劇団主催者などから「この仕事をアルバイトみたいにしてみない？」と誘われた。これを受けて、学校に通いながらNHKのラジオドラマや関西ローカルのドラマ『部長刑事』（朝日放送）などにバイト感覚で出演した。

### 新人女優時代
1975年、高校卒業してすぐの18歳の頃に『おはようさん』に出演したが、撮影自体は第1回目の放送前には全て終えていたため、同年10月頃に上京。そのまま三船プロダクションに所属し、半年間殺陣や乗馬などの訓練を受けた。
翌年の『赤い運命』で悪役（ヒロインをいじめる役）に挑んだが、相手の山口百恵は実生活では当時大人気のアイドルだった。このため放送後から公私混同した山口のファンから秋野宛にカミソリ入りの手紙が届いたり、路上で知らない子供から石を投げられるなどの被害を受けた。
このため物語前半の頃にいじめる演技に迷いが生じたが、共演者で同じく悪役を演じた三國連太郎から助言されたことで吹っ切れた。また、スタッフからは「ドラマに真実味を持たせるため、部外者の前では彼女と仲良くするな」と指示されていた。ただし実際には山口とは年が近いこともあり、会話を楽しんだり時々一緒にご飯を食べるなど仲は良かったとのこと。

### 私生活
20歳頃に仕事が順調になった後、25歳の時に母親のために東京に土地を買って家を建て親子で暮らし、26歳で結婚して夫とも一緒に暮らし始めた。その後なかなか子宝に恵まれずに10年ほど不妊治療を行い、諦めた直後に妊娠が発覚。一人娘が誕生したが、その後、2001年に夫と離婚してシングルマザーとして娘を育てた。
広島東洋カープのファンとしても知られ、「広島以外はプロ野球ではありません」とも言っていた。初代広島市民球場での観戦経験も多く、東京でカープの3連戦の試合がある際は、毎回その内必ず2試合を現地で観戦していたという。このように熱狂的な女性カープファンであることから、元祖「カープ女子」と呼ばれている。

### がん治療
秋野は2022年6月、頸部食道がんなど、5つもの重複がんにかかっていたことが分かった。テレビ朝日のインタビューに答えた秋野は「2021年12月ごろから、のどが引っかかるような感じがして、梅干しの種があるような感じ。2021年11月の人間ドックや内視鏡検査を受けたときは特に問題がなかったので『なんだろうな?』と思い、針治療や整体などで調べたが、わからなかった。2022年6月にもう一度内視鏡検査をしたところ、進行性の食道がんだったことがわかり、半年間の間に進行したんだろう」と分析している。
そこで主治医からは手術をするか、抗がん剤投与をしながら放射線治療もセットで行う「化学放射線療法」のどちらかを示されたが、秋野のがんは声帯近くにあり、手術をすると声帯を失うリスクを背負う。しかし、後者の場合は、がんの再発や転移などのリスクが高まるが、声帯は残すことができる。「私は当然しゃべること（セリフやインタビューなど）が仕事です。手術すると、しゃべることができなくなるのでとても困るなと思い、『私は手術を選べないんです。何とか手術をしないで治す方法がありませんか？』と相談し、『科学的な放射能治療で、抗がん剤と放射能を使うやり方がありますのでどうしますか？』という話になりました。この化学放射能治療は効く人と聞かない人とがいるが、『先生、それにかけてみます』といって、放射能治療を選びました」とのことである。
こうして、秋野の体調を見ながら、24時間投与の点滴を5日間・4セットで行い、それと並行する形で、秋野の上に書かれた目印に放射線を打つ治療（少しでもずれが生じてはいけないため、体を固定する必要がある）を受け、1日1回・合計30回をほぼ1か月かけて行ったが、20回目あたりに入ってから「放射能を当てているのでやけどなんですよね。中のがんを焼いているわけです。のどの中に剣山が入っているみたいな感じなので、水を飲んでも痛いみたいな」と、喉に激痛を覚えたが、その痛みが2日間程度続いたのち、痛みが引いた際に、「皮膚がペロッと捲れた。やけどの痕のように捲れたら、そこにはきれいな肌が見えた。『やった!』と思った。これが捲れたらきれいな肌になると思っていたら、実際首のしわが減ったんですよ。悪いことばかりじゃないなと。そういう風に思って、これを乗り切ろう。これがきれいに取れたら、きれいな首になるんだと思って頑張ろうみたいな」と、体の異変を感じたという。
抗がん剤を投与する前に、自ら髪をそった。秋野は「髪が抜けると枕や病室に散らばったりする。私はそれが抜けると気になるので、どうせ抜けるのならばと自分でそったんです」という。なお、秋野に投与される抗がん剤は余り毛が抜ける種類のものでは無かったため、逆に医師からも秋野の頭を見て、驚かれたことを治療後に出演した『徹子の部屋』で語っている。その後、がんが消滅していることがわかり、退院後週1回のヨガと週2回のジムでの筋力トレーニングに尽力しており、「がんの主治医は自分。医者はサポーターであり、医者に丸投げをするのではなく、自分で考えて治療することが大切」と説いている。

## その他
母親が料理が苦手だった影響で、小学3年生頃から料理を徐々に勉強して得意になった。プロ級の腕並みを持っているとされ、料理本も数冊出版している。
酒が好きで60歳頃までほぼ毎日飲んでいたが、2020年の8月頃に健康を考えて禁酒した。
出演したテレビ番組でタレント候補が話題となった際、自身も過去、立候補を要請され、「自分は政治の素人だから」という理由で断ったことを明かした。
かねてよりTBSラジオのヘビーリスナーを公言していたが平成23年6月28日に念願の『小島慶子 キラ☆キラ』にゲリラ出演を果たした。
北海道夕張郡由仁町のふるさと大使を務める。
水泳やジョギングを特技の一つとしている。（2021年時点）以前は、トレーニングにマラソンも取り入れていたが、年齢を重ねたことでフルマラソンの大会には出なくなった。また日々のトレーニングとして現在（2021年）は、「筋トレをする日」と「ストレッチをする日」を交互に約1時間半ずつ行っている。また、ラジオ体操の指導士の免許も持っている。
TBS系のドラマ『赤い激突』でバレリーナの役をやる際、スタッフから痩せるように言われて初めてダイエットを経験。しかしその時は、とにかく痩せるために極端な食事制限や過激な運動をした結果、体を壊してしまった。この失敗により、その後ダイエットについて勉強し、バランスのいい食事を摂ることや適度な運動を心がけるようになった。
2011年以降に本間生夫（当時・東京有明医療大学学長）が提唱する「呼吸筋ストレッチ」と出会い、インストラクターの資格を取得した。以降、呼吸筋ストレッチを毎日朝昼晩に行っている。
東日本大震災を機にボランティア活動を始めた。2011年5月に初めて東北の被災地に訪れた時は、大阪の友人の協力を得て物資を調達してトラックに積み、現地でお好み焼きとたこ焼きを2,500個ほど作って提供したという。

## 出演

### テレビドラマ
- 銀河テレビ小説（NHK総合）
  - おおさか・三月・三年（1974年）
  - 新自由学校（1978年）
  - 海をわたって（1979年） - 尾川高子
- 連続テレビ小説（NHK総合）
  - おはようさん（1975年）- 殿村鮎子（主役）※ナレーション兼任
  - やんちゃくれ（1998年）- 天神堂紅梅
  - とと姉ちゃん（2016年）- 森田まつ[19]
- 隠し目付参上（1976年、毎日放送）- 韋駄天のお駒 （レギュラー出演）
- 江戸特捜指令（1976年 - 1977年、毎日放送）- お町 （レギュラー出演）
- 赤い運命（1976年、TBS）- 吉野いづみ（青山圭子／島崎直子） （レギュラー出演）
- 気まぐれ天使（1976年 - 1977年、日本テレビ）- 大隈真紀（レギュラー出演）
- 俺たちの朝 第35話「喧嘩と一匹の魚と赤い車の女」（1977年、日本テレビ / 東宝）- 大内めぐみ
- 東芝日曜劇場（TBS）
  - 突風（1977年）- みどり
  - オトコの居場所（1994年）- 河上百合子
- 華麗なる刑事 第16話「孤独な恋人たち」（1977年、フジテレビ）
- 達磨大助事件帳 第8話「仇討ち女だるま」（1977年、テレビ朝日 / 前進座 / 国際放映）- お志津
- おおヒバリ!（1977年 - 1978年、TBS）
- 桃太郎侍 第66話「嘘とまことの仇討悲願」（1978年、日本テレビ / 東映）- りつ
- 新・木枯し紋次郎 第15話「人斬りに紋日は暮れた」（1978年、12ch）- お香
- ドラマ人間模様（NHK総合）
  - 夫婦（1978年）- 高村弘子
  - 続あ・うん（1981年）- まり奴
  - ふたりぼっち女と女（1986年）- 内海真樹
- 赤い激突（1978年、TBS）- 大谷夏子 （レギュラー出演）
- 火曜劇場（日本テレビ）
  - 白足袋の女（1978年）
- 太陽にほえろ!（日本テレビ / 東宝）
  - 第345話「告発」（1979年）- 鳥飼和子
  - 第600話「七曲署事件No.600」（1984年）- 坂上百合子
- 親切（1979年3月25日、NHK総合） - 法子
- 猿飛佐助（1980年、日本テレビ）- くの一ホタル （レギュラー出演）
- ただいま放課後（1980年 - 1981年、フジテレビ）- 宮田由紀子 （レギュラー出演）
- 二人の武蔵（1981年5月29日、フジテレビ）- 本位田千珠
- 必殺シリーズ（朝日放送）
  - 新・必殺仕事人 第6話「主水喧嘩の仲裁する」（1981年6月12日）- お染
  - 必殺仕事人IV 第11話「秀 催眠術をかけられる」（1983年 - 1984年）- 夢操りのお京
  - 必殺まっしぐら!（1986年）- 桂馬のお銀 （レギュラー出演）
- 12時間超ワイドドラマ（テレビ東京）
  - 竜馬がゆく（1982年1月2日）- お元
- 田中丸家御一同様（1982年、日本テレビ）
- 影の軍団III（1982年、関西テレビ）- 陽炎
- 刑事ヨロシク（1982年、TBS）- 泊星亜樹
- ポーラテレビ小説（TBS）
  - 白き牡丹に（1982年 - 1983年）- 辻京 （レギュラー出演）
- 女7人あつまれば（1982年 - 1983年、TBS）
- 火曜サスペンス劇場（日本テレビ）
  - 霧の旅路（1983年）（主役）
- スチュワーデス物語（1983年、TBS）- 火山さと子
- 木曜ゴールデンドラマ（よみうりテレビ）
  - 女系家族（1984年）- 矢島千寿
- 名門私立女子高校（1984年、テレビ朝日）
- 男の家庭科（1985年、フジテレビ）- 大沢正代 （レギュラー出演）
- 木曜ドラマ（テレビ朝日）
  - ママ、大変だァ!（1985年）- 辻みどり （レギュラー出演）
- 中部日本放送創立35周年記念番組 元禄サラリーマン考〜朝日文左衛門の日記（1986年3月9日、CBC） - 慶
- 裸の大将放浪記 第29話「清と雲とひまわりと・西伊豆編」（1988年、関西テレビ）
- 名奉行 遠山の金さん 第1シリーズ 第2話「女盗賊の三つの謎」（1988年、テレビ朝日）- おしま
- ドラマ23（TBS）
  - 23時の女たち（1988年）
  - クロワッサン症候群（1989年）
- 月曜・女のサスペンス 文豪シリーズ「香港-東京・復讐の誓い」（1990年、テレビ東京）- 波川百合子刑事
- 火の用心（1990年、日本テレビ）
- ドラマチック22（TBS）
  - ダンナ様は18歳（1990年）
- 水戸黄門 第20部 第46話「印籠盗んだ女掏摸-会津-」（1991年、TBS） - お艶
- ホテルウーマン（1991年、関西テレビ）- 白坂火奈子
- 社長になった若大将（1992年、TBS）
- 土曜ドラマ（NHK総合）
  - 家族旅行（1995年） - 佐伯玲子
  - トップセールス（2008年）- 梅田八重
- 月曜ドラマスペシャル（TBS）
  - ミニパト婦警の事件簿（1995年）（主役）
- その気になるまで（1996年、TBS）- 嶋田美登里 （レギュラー出演）
- 金曜エンタテイメント→金曜プレステージ→赤と黒のゲキジョー（フジテレビ）
  - お局探偵亜木子&みどりの旅情事件帳 第5作（2002年） - 小野今日子
  - 京都喰い道楽 古本屋探偵ミステリー - 西園寺サヨ
    - 第1作（2002年）
    - 第2作「夏目漱石に秘められた哀しい恋文」（2004年）

  - 鬼刑事 米田耕作 第2作「黒いナースステーション」（2013年） - 相田春江
  - 天国からの遺言状〜亡き淡路恵子の声が聞こえる 独占!初公開!初告白!心の叫びをつづった日記 闘病195日の真実〜（ドラマパート）（2015年） - 淡路恵子
- 土曜ワイド劇場（テレビ朝日）
  - おとり捜査官・北見志穂 第9作（2005年）- 井上晴香
  - 事件 第13作（2008年）- 大槻貞子
- 嫌われ松子の一生（2006年、TBS）- 内田あかね（第7章 - 第8章）
- 超歴史ミステリーロマン 大奥II 歴史的大事件を引き起こした女性たちの陰謀（2006年、TX）- 鷹司信子
- DRAMA COMPLEX（日本テレビ）
  - コシノ家の闘う女たち〜肝っ玉お母ちゃんとパワフル三姉妹（2006年8月8日）- コシノヒロコ
- 火曜ドラマゴールド（日本テレビ）
  - 松本清張スペシャル・地方紙を買う女（2007年1月30日）- 村木圭子
- すみれの花咲く頃（2007年、NHK総合）- 遠藤和代
- ミヤコ蝶々ものがたり（2007年、テレビ朝日）
- ロング・ウェディングロード!〜東京VS大阪ワケアリ婚物語（2007年、TBS）- 西宮佐知代
- 京都地検の女（2009年6月4日、テレビ朝日）
- 屋上のあるアパート[注 5]（2011年3月21日） - 山本涼子
- 神様の女房（2011年、NHK総合）- 亀山イワ
- ウレロ☆シリーズ（テレビ東京）
  - ウレロ☆未確認少女 第5話「アバケ☆未確認少女」（2011年）- 川島の母
  - ウレロ☆未体験少女 第5話「この人が好き」（2014年）- 川島チエ子
- プレミアムドラマ（NHK BSP）
  - そこをなんとか 第3話（2012年）- 稲本勝代
- 松本清張 わるいやつら（2014年、BS日テレ）- 藤島知里
- ラスト・ドクター〜監察医アキタの検死報告〜 第3話（2014年、テレビ東京）- 志田悦子
- 僕らプレイボーイズ 熟年探偵社 第4話（2015年、テレビ東京）- 篠原瑠璃子
- お義父さんと呼ばせて 第6話（2016年、関西テレビ）- 大道寺留美子
- 男と女のミステリー時代劇（2016年、BS JAPAN）- お初
- 不惑のスクラム（2018年、NHK総合）‐ 緒方花代
- 日曜プライム（テレビ朝日）
  - おかしな刑事 第19作（2019年）‐ 池沢キミ子
- 特捜9season2 第6話（2019年5月15日、テレビ朝日）‐ 野口功子 役

### バラエティほか
- 教えてMr.ニュース 池上彰のそうなんだニッポン（フジテレビ）
- みかさつかさ（毎日放送）
- 激テレ★金曜日（よみうりテレビ）
- 情報ライブ ミヤネ屋（よみうりテレビ）
- THE・サンデー（日本テレビ）
- みごろ!たべごろ!笑いごろ!（テレビ朝日）
- 三枝の愛ラブ!爆笑クリニック（関西テレビ、1983年10月 - 1984年9月・3代目アシスタント）
- オレたちひょうきん族（フジテレビ） - ひょうきんベストテン
- 雅の世界・百人一首（NHK総合、朗読）
- オールスター感謝祭（TBS）
- 上岡龍太郎がズバリ!（TBS）
- 目撃!ドキュン（テレビ朝日）
- わいわいスポーツ塾（TBS）
- 世界・ふしぎ発見!（TBS、中期に不定期出演）
- スーパー知恵MON（TBS）
- ビデオあなたが主役（テレビ朝日、不定期出演）
- 愛のエプロン（テレビ朝日）
- 中居正広の金曜日のスマイルたちへ（TBS、不定期出演）
- プレバト!!（毎日放送、不定期出演）
- 潜在能力テスト（フジテレビ、不定期出演）
- 報道ランナー（関西テレビ、不定期出演）

### 映画
- 青春の構図（1976年、松竹）- 浅井洋子 役
- 白熱デッドヒート（1977年、東宝）- スカGの女子大生 役
- 犬笛（1978年、三船プロ）
- 真田幸村の謀略（1979年、東映）- 三好清海入道 役
- すっかり…その気で!（1981年、田中プロ）- 悦子 役
- 片翼だけの天使（1986年、プロジェクト・エー＝ヘラルド・エース）- 岡野景子 役
- ペエスケ ガタピシ物語（1990年、山田洋行ライトヴィジョン）- ヒロ子 役
- 修羅の伝説（1992年、東映）- 大滝三千子 役
- 獅子王たちの最后（1993年、Gカンパニー）- しのぶ 役
- 岸和田少年愚連隊 BOYS BE AMBITIOUS（1996年、松竹）- おかん 役
- さすらいのトラブルバスター（1996年、松竹）- 宇賀神の元女房 役
- 学校III（1998年、松竹） - 高野藤子 役
- 十五才 学校IV（2000年、松竹）- 川島彩子 役
- ハッシュ!（2001年） - 栗田容子 役
- IKKA:一和（2002年、PFFパートナーズ）- 太田留美子 役
- かぞくのひけつ（2006年、シマフィルム）- 島村京子 役
- 沈まぬ太陽（2009年）
- クロサワ映画（2010年）
- ばしゃ馬さんとビッグマウス（2013年、監督：吉田恵輔）
- 白ゆき姫殺人事件（2014年、松竹）- 城野皐月 役
- 写真甲子園 0.5秒の夏（2017年）
- あしやのきゅうしょく（2022年、アークエンタテインメント） - 立山蓮子 役
- はじまりの日（2024年、ソニー・ピクチャーズ エンタテインメント）[20]

### 舞台
- 秋野暢子のTVキャングラフティ[21] (1980年-)
- 輝け!主婦バンド FOUR RIVERS スモーク・オン・ザ・ウォーター2009（2009年）
- 天璋院篤姫（2010年2月、明治座）

### 声優
- 火曜ロードショー（TBS）
  - 上海サプライズ（1988年10月25日）- マドンナ
- マスク(1985) - ラスティ(シェール) ※金曜ロードショー（日本テレビ）版

### CM
- 天長食品工業株式会社
- 味の素コンソメ（1986年）
- 三菱電機・洗濯機センサー6kg、換気扇フィルターコンパック（1988年）
- 丸美屋食品工業 麻婆豆腐の素
- エバラ食品工業 焼肉のたれ（1993年）
- 大須コメ兵（1999年、コメ兵）
- ハウス食品「カレー鍋つゆ」
- グラクソ・スミスクライン「カムテクト®」（2016年 - ）

## 著書
- 『Pop,step,shape! イメージするだけでやせる!』〈ムックの本〉、ロングセラーズ、1987年7月25日。
- 『あいしてるよマクリー マッシュタウンの不思議なお話 ハートフル・メイド<Super ehon>』企画&文, 熊倉宏withキャラクターバンク 絵. ワニブックス, 1994.3
- 『ポジティブダイエット』TBS「The・プレゼンター」共編. ブックマン社, 1995.7
- 『天使にラブレター』(1995年、扶桑社）
- 『ビシッとやせられる料理本を、秋野暢子から。』講談社, 1998.6
- 『男をビシッとやせさせる 秋野暢子が男たちのお腹の脂肪をとる』ワニブックス, 1999.5
- 『ビシッとやせられる料理本を、秋野暢子から。 バシッとpt.2』講談社, 1999.9
- 『秋野暢子のキレイにやせて二度と太らない』 (Fytteプロポーションブック) 監修. 学習研究社, 2001.2
- 『たるまない女。になる―からだと心のムダをそぎ落とす』（2002年、青春出版社)
- 『秋野暢子さんちのスリムな生活やせる知恵 (Fytteプロポーションブック) 監修. 学習研究社, 2002.4
- 『秋野暢子のキレイにやせる本―秋野流ダイエットでラクラクやせて、もう太らない!』監修（2003年、学研）
- 『スーパースマイルダイエット―笑うほどヤセる!キレイになる!!』（2006年、ニューズ出版）
- 『秋野暢子のキレイにやせて二度と太らない』監修（2006年、学習研究社）
- 『「走ってみたい」と思っちゃう本 その気分だけでもう勝者! コレで、あなたは変わる』（2007年、ベストセラーズ）
- 『からだの中に風が吹く！10カウントブレスヨガ』（2020年、幻冬舎）

## ディスコグラフィー
シングル
- 1977年、「愛はみなし児」 c/w 「雨だれ模様」（C-45）
- 1985年、「よろしかったらお寄んなさいよ」 c/w 「今は抱きしめて」（7K-190、秋野暢子 with KINTA名義）
- 1986年、「HOLD ME 抱きしめて」（7K-224、映画『片翼だけの天使』主題歌）
- 1987年、「恋のバカンス」 c/w 「Oh My Idollll（そんなあなたでも）」（7BAS-16、YOKO AKINO & P-夏 ALL-STARS名義）
- 1988年、「だまされ天然!」 c/w 「NOGAKI-MAN」（10BTC-249）
- 1989年、「愛をふりかけて」 c/w 「き・ら・い」（10BTC-260、フジテレビ系情報番組『と〜んでもない』オープニング・テーマ）

アルバム
- 1989年、「Oh!ト・モ・ダ・チ・ハ 1000000カラット・ダイヤモンド」（32BTC-252）

NOGAKI-MAN/サンキュー内臓/君と月まで/愛をふりかけて/き・ら・い/でも君と白浜の海/半農半漁の数え唄/だまされ天然!/DA DA/すべていとしいあなたのために/ぼくが君を知っている
参加作品
- 1980年、「猿飛佐助サウンドトラック」（40AH-10267、アルバムB面5トラック目の「黄昏うらない」を歌唱）